# حازم إيهاب
حازم إيهاب (12 مايو 1996 -) هو ممثل مصري.

## حياته ومسيرته
ولد في مدينة الكويت، بدأ مسيرته الفنية في عمر ال17 من خلال المشاركة في مسرحية (هاملت المليون) في دور المذيع وأشتهر لمشاركته في برنامج ساترداي نايت لايف بالعربي.

### الحياة الشخصية
تزوج حازم إيهاب عام 2020 من منة داغر، وفي فبراير 2022، أنجبا ولد اسماه «يونس» لكنه كان يعاني من عيب خلقي في القلب وفي ليلة 2 مارس دخل لإجراء عملية لكنه توفى.

## أعماله
- 2016:ساترداي نايت لايف بالعربي
- 2017:شيخ جاكسون (فيلم)
- 2017:الحساب يجمع (مسلسل)
- 2018:لدينا أقوال أخرى (مسلسل)
- 2018:كأنه إمبارح (مسلسل)
- 2019:لآخر نفس (مسلسل)
- 2019:أهو ده اللي صار (مسلسل)
- 2020:ونسني (مسلسل)
- 2020:حكايات بنات ج4 (مسلسل)
- 2020: حكايات بنات ج5 (مسلسل)
- 2021:العارف (فيلم)
- 2021:إلا أنا ج2 (مسلسل)
- 2022:وجوه (مسلسل)
- 2022:فارس القمر (مسلسل أمريكي - دور ضابط شرطة مصري)[3]
- 2023: جروب الماميز (فيلم)
- 2023: هارلي (فيلم)
- 2023: وحشتيني (فيلم)
- 2023: مذكرات زوج (مسلسل)
- 2024: قلب مفتوح (مسلسل)
- 2024: مطعم الحبايب (مسلسل)
- 2024: عتبات البهجة (مسلسل)
- 2024: أشغال شقة (مسلسل)
- 2024: أنترفيو (مسلسل)
- 2024: باسورد (مسلسل)
- 2025: أشغال شقة جداً (مسلسل)
- 2025: أقامة جبرية (مسلسل)
- 2025: السجل الأسود (مسلسل)
- 2025: ساعته و تاريخه ج2 (مسلسل)
- 2025: عهد أنيس (مسلسل)

## وصلات خارجية
- حازم إيهاب على موقع IMDb (الإنجليزية)
- حازم إيهاب على موقع الدهليز
- حازم إيهاب على موقع قاعدة بيانات الأفلام العربية
- حازم إيهاب على موقع قاعدة بيانات الفيلم (الإنجليزية)